# Sụp đổ thị trường chứng khoán năm 2025

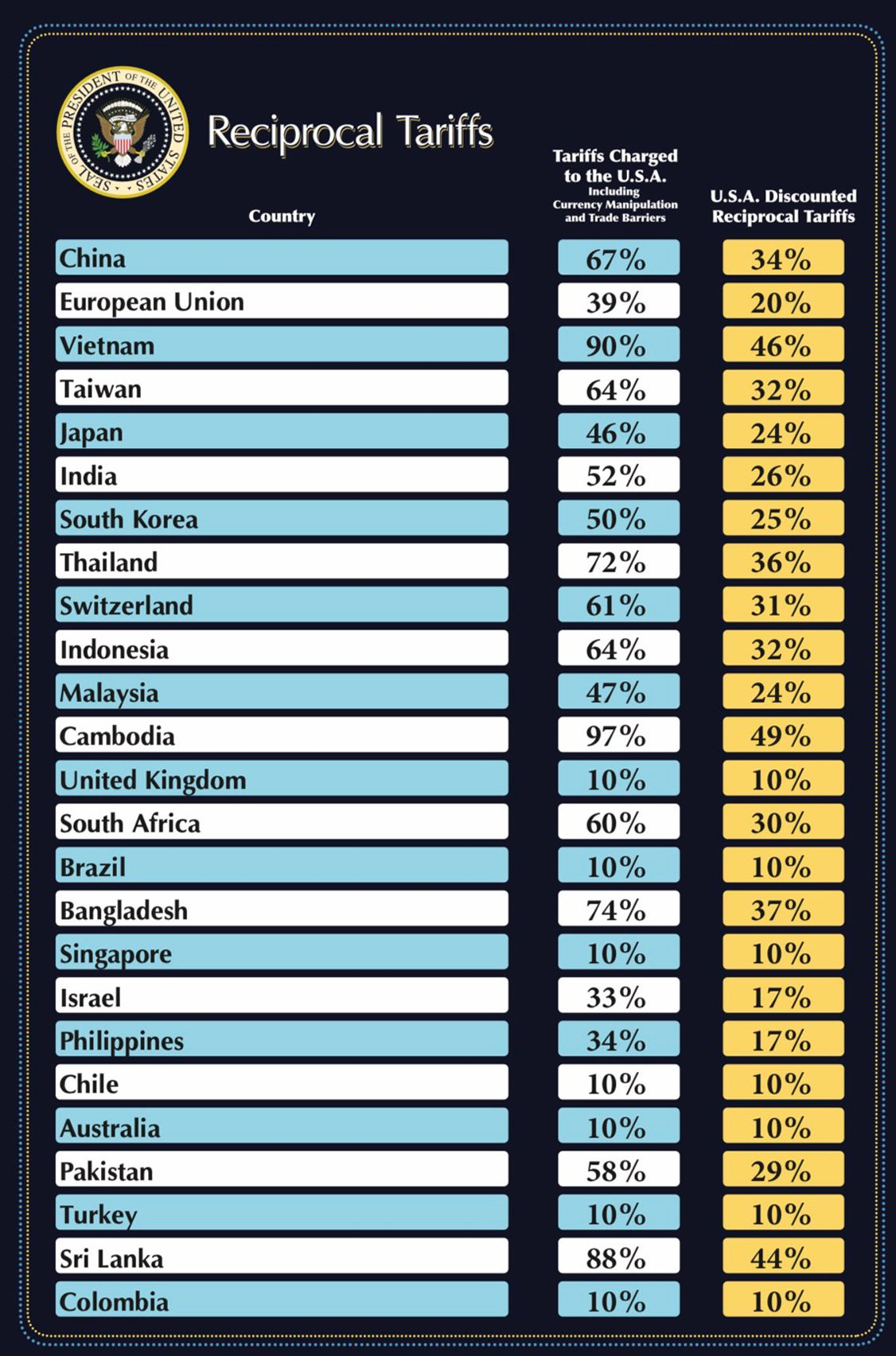
Mức thuế của Mỹ áp lên các quốc gia

Sự sụp đổ của thị trường chứng khoán năm 2025 (2025 stock market crash) xảy ra kể từ ngày 2 tháng 4 năm 2025, thời khắc mà thị trường chứng khoán toàn cầu bắt đầu trải qua sự suy thoái do chính sách thuế quan trong nhiệm kỳ thứ hai của Donald Trump và cuộc chiến tranh thương mại do Tổng thống Hoa Kỳ Donald Trump khởi xướng. Ngày hôm đó, Tổng thống Trump đã có bài tuyên bố hùng hồn với tựa đề "Ngày giải phóng" đã công bố mức thuế quan toàn diện (thuế đối ứng) áp lên các đối tác xuất khẩu vào Mỹ sẽ ảnh hưởng đến hầu hết mọi khía cạnh của nền kinh tế Hoa Kỳ. Ngay sau bài tuyên bố "Ngày giải phóng" gây chấn động này thì thị trường chứng khoán toàn cầu, bao gồm cả thị trường chứng khoán Hoa Kỳ đã ngay lập tức trải qua đợt bán tháo hoảng loạn. Hiện tại, đây là mức sụt giảm (sập sàn) lớn nhất trên thị trường chứng khoán toàn cầu kể từ sự sụp đổ của thị trường chứng khoán năm 2020 vốn là một phần của đợt suy thoái do Đại dịch COVID-19 gây ra.

## Bối cảnh

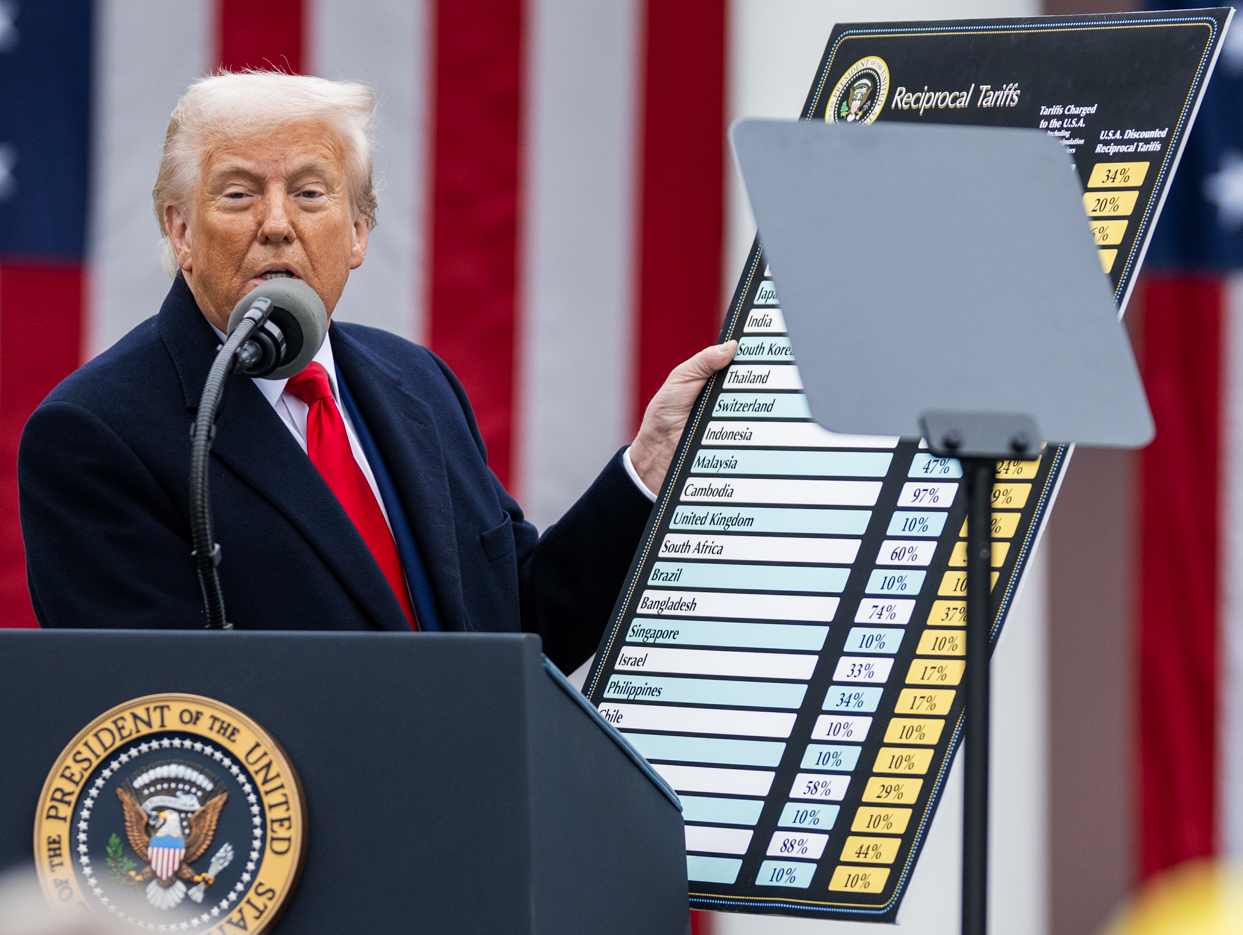
Tổng thống Donald Trump công bố thuế đối ứng của Hoa Kỳ áp lên các quốc gia

Nhiệm kỳ tổng thống thứ hai của Donald Trump đã thừa hưởng một thị trường chứng khoán quốc gia Hoa Kỳ có nền tảng dư địa tăng trưởng rất mạnh và lợi thế này tiếp tục được duy trì trong một vài tuần sau Lễ nhậm chức lần thứ hai của Donald Trump. Sau đó, Chính quyền Trump bắt đầu đưa ra và công bố chính sách thương mại ngày càng hung hăng nhằm thực hiện chủ nghĩa bảo hộ và gây áp lực kinh tế, bao gồm cả việc gia tăng và leo thang cuộc chiến thương mại đang diễn ra với Trung Quốc, khơi mào cuộc chiến thương mại với Canada và Mexico, áp đặt thuế quan nặng nề và gia tăng căng thẳng lên các nước đồng minh, nhất là đối với Canada. Khi chính quyền Trump tiếp tục thực hiện các chính sách bạo liệt này thì thị trường bắt đầu trải qua tình trạng hỗn loạn, lao đao, biến động và bất ổn trên diện rộng. Chỉ số Dow Jones đã mất 4.000 điểm trong vòng 48 giờ, và là lần đầu tiên mất hơn 1.500 điểm liên tiếp trong lịch sử Chỉ số Nikkei 225 của Nhật Bản đã giảm gần 8%, buộc phải ra lệnh hạn chế giao dịch. Chỉ số TSX của Canada đã giảm 4,8% chỉ trong một ngày. Biến động thị trường VIX tăng gấp đôi, tăng vọt lên hơn một nửa mức tăng cao đạt đỉnh trong đại dịch, nguy cơ suy thoái gia tăng và khả năng trả đũa kinh tế từ các nước đã làm trầm trọng thêm tác động. 
Kể từ khi bắt đầu nhiệm kỳ thứ hai, Donald Trump đã theo đuổi chính sách tự chủ kinh tế và chủ nghĩa bảo hộ kinh tế, nhằm mục đích khuyến khích tăng trưởng công nghiệp tại Hoa Kỳ và giảm thâm hụt thương mại của Hoa Kỳ theo đúng khẩu hiệu "Nước Mỹ trên hết" và "Làm nước Mỹ vĩ đại trở lại". Như một phần của chủ trương này, chính quyền Trump bắt đầu sử dụng thuế quan để thúc đẩy các quốc gia khác phải mua hàng Mỹ và đầu tư vào các sản phẩm và ngành công nghiệp của Mỹ. Điều này làm gia tăng căng thẳng trong cuộc chiến thương mại Hoa Kỳ-Trung Quốc đang diễn ra khi mức thuế quan cao hơn được áp dụng và khởi xướng một cuộc chiến thương mại với Mexico và Canada thông qua thuế quan mới đối với hàng nhập khẩu của Mexico và Canada. Điều này dần dần tạo ra sự bất ổn của thị trường chứng khoán và làm dấy lên nỗi lo về một suy thoái có thể xảy ra. Đến tháng 2 năm 2025, thị trường chứng khoán đã bước vào giai đoạn suy giảm. Vào ngày 21 tháng 3 năm 2025, Trump đã công bố diễn văn "Ngày Giải phóng" theo đó, ông sẽ áp dụng mức thuế quan lớn đối với các quốc gia mà Mỹ có thâm hụt thương mại. Mặc dù không có thông tin cụ thể nào được đưa ra ngoài việc hứa hẹn mức thuế quan lớn hơn, nhưng nỗi lo về một cuộc chiến thương mại lớn hơn đã bắt đầu tạo ra nhiều biến động hơn trên thị trường. Trước thông báo này, S&P 500 đã giảm 10,1% vào ngày 13 tháng 3 năm 2025, sau khi đạt đỉnh vào tháng 2 năm 2025. 
Donald Trump tuyên bố Ngày Giải phóng sẽ diễn ra vào ngày 2 tháng 4, vì ông "không muốn [đó] là Ngày Cá tháng Tư vì khi đó sẽ không ai tin những gì tôi nói" và vào ngày đó, ông sẽ áp dụng thuế quan trên toàn thế giới. Ông Trump áp đặt thuế quan một cách đơn phương theo thẩm quyền được trao cho Tổng thống Mỹ từ Đạo luật Quyền hạn Kinh tế Khẩn cấp Quốc tế, bằng cách tuyên bố rằng thâm hụt thương mại đang diễn ra của Hoa Kỳ là một trường hợp khẩn cấp quốc gia. Khi được đưa ra, mức thuế quan mới được coi là vô cùng toàn diện, bao gồm nhưng không giới hạn ở mức thuế "cơ bản" 10% áp dụng cho tất cả hàng nhập khẩu, trừ một số trường hợp ngoại lệ về tài nguyên (bao gồm cả quần đảo McDonald không có người ở), mức thuế 54% là tỷ lệ áp cho Trung Quốc, tỷ lệ 20% áp lên cho Liên minh Châu Âu, mức thuế 46% giáng vào Việt Nam, mức thuế 36% cho Thái Lan, mức 24% dành cho Nhật Bản, mức 49% áp dụng đối với Campuchia và mức 32% cho Đài Loan. Trong khi chủ nghĩa bảo hộ kinh tế trở nên ngày càng phổ biến trong nhận thức của người Mỹ vào thập kỷ qua, thì các mức thuế quan toàn diện ngay lập tức phải đối mặt với phản ứng dữ dội từ nhiều người Mỹ, trong đó có cả những người theo chủ nghĩa bảo hộ. Cả hai Đảng Cộng hòa và các quan chức của Đảng Dân chủ và các nhà kinh tế đều có sự liên hệ, dẫn chiếu nó như là một sự lạm dụng quyền lực, một sự mở rộng quá mức của chính sách kinh tế, một "kịch bản tệ hơn cả trường hợp xấu nhất" đối với thị trường Hoa Kỳ hoặc một sự kiện liên quan tiềm tàng "Thứ Hai Đen Tối". Thuế quan cũng gây ra mối lo ngại ngay cả đối với các nhà lãnh đạo thế giới.